# Веламен
Веламен (лат. velamen) — губчатая, обычно многослойная, гигроскопичная мёртвая ткань, покрывающая воздушные корни большинства эпифитных растений.
Слово образовано от лат. velum — перегородка, завеса.
Как и ризодерма, относится к первичным покровным тканям и происходит из поверхностного слоя апикальной меристемы корня. 
Веламен образуется в результате многократных продольных делений клеток эпидермиса.
Эта своеобразная ткань покрывает корни эпифитов и некоторых других растений, приспособленных к жизни на периодически пересыхающих субстратах. Наличие веламена характерно для многих видов растений семейств Орхидные (фаленопсис, гастрохилюс) и Ароидные (антуриумы, монстеры и сциндапсусы). Веламен от ризодермы отличается многослойностью. Протопласт веламена отмирает и поэтому всасывает воду не осмотическим, а капиллярным путём.
Дождевые потоки или сконденсировавшиеся капли росы, стекая по коре деревьев или скалам, покрытым мхом и лишайниками, постепенно вымывают питательные вещества, превращаясь в сильно разведённый питательный раствор. Самые первые его порции имеют большую, чем последующие, концентрацию питательных веществ и поглощаются веламеном. В дальнейшем, особенно при продолжительных ливнях, концентрация питательных веществ в дождевой воде сильно снижается, но для растения это не имеет решающего значения, так как веламен его корней уже насыщен первыми, наиболее ценными порциями питательной влаги.
Кроме того, веламен, как всякое пористое вещество, способен поглощать влагу из воздуха и защищать ткани от механических повреждений. 

Веламен молодых корней белый. По мере старения корней он темнеет, окрашиваясь органическими и неорганическими веществами.